# Alpesisí a 2022. évi téli olimpiai játékokon
A 2022. évi téli olimpiai játékokon az alpesisí versenyszámait a pekingi Hsziaohajtuo (Xiaohaituo) alpesisípályán rendezték február 6. és 20. között.
A férfiaknak és a nőknek egyaránt 5–5 versenyszámban osztottak érmeket, valamint egy vegyes csapatversenyt is rendeztek.

## Naptár
Az időpontok helyi idő szerint (UTC+8) és magyar idő szerint (UTC+1) is olvashatóak. A döntők kiemelt háttérrel vannak jelölve.
| Dátum       | Helyi idő   | Magyar idő | Versenyszám                  |
| ----------- | ----------- | ---------- | ---------------------------- |
| február 7.  | 12:00       | 5:00       | férfi lesiklás               |
| február 7.  | 09:30 14:30 | 2:30 7:30  | női óriás-műlesiklás         |
| február 8.  | 11:00       | 4:00       | férfi szuperóriás-műlesiklás |
| február 9.  | 10:15 13:45 | 3:15 6:45  | női műlesiklás               |
| február 10. | 10:30 14:15 | 3:30 7:15  | férfi alpesi összetett       |
| február 11. | 11:00       | 4:00       | női szuperóriás-műlesiklás   |
| február 13. | 10:15 15:00 | 3:15 8:00  | férfi óriás-műlesiklás       |
| február 15. | 11:00       | 4:00       | női lesiklás                 |
| február 16. | 10:15 13:45 | 3:15 6:45  | férfi műlesiklás             |
| február 17. | 10:30 14:00 | 3:30 7:00  | női alpesi összetett         |
| február 20. | 09:00       | 2:00       | vegyes csapatverseny         |

Jegyzet
A férfi lesiklás versenyszámot az erős szél miatt február 6-áról elhalasztották. Az új versenynap február 7. lett. Ezért az ugyanezen a napon megrendezett női óriás-műlesiklás kezdési időpontjait is módosították. A csapatversenyt eredetileg február 19-én rendezték volna, de az orkánerejű szél miatt elmaradt. A verseny új időpontja február 20. 9:00 lett.

## Éremtáblázat
(Az egyes számoszlopok legmagasabb értéke, vagy értékei vastagítással kiemelve.)
| A 2022. évi téli olimpiai játékok éremtáblázata alpesisíben | A 2022. évi téli olimpiai játékok éremtáblázata alpesisíben | A 2022. évi téli olimpiai játékok éremtáblázata alpesisíben | A 2022. évi téli olimpiai játékok éremtáblázata alpesisíben | A 2022. évi téli olimpiai játékok éremtáblázata alpesisíben | Olimpia  |
| ----------------------------------------------------------- | ----------------------------------------------------------- | ----------------------------------------------------------- | ----------------------------------------------------------- | ----------------------------------------------------------- | -------- |
|                                                             | Ország                                                      | Arany                                                       | Ezüst                                                       | Bronz                                                       | Összesen |
| 1.                                                          | Svájc (SUI)                                                 | 5                                                           | 1                                                           | 3                                                           | 9        |
| 2.                                                          | Ausztria (AUT)                                              | 3                                                           | 3                                                           | 1                                                           | 7        |
| 3.                                                          | Franciaország (FRA)                                         | 1                                                           | 1                                                           | 1                                                           | 3        |
| 4.                                                          | Svédország (SWE)                                            | 1                                                           | 0                                                           | 0                                                           | 1        |
| 4.                                                          | Szlovákia (SVK)                                             | 1                                                           | 0                                                           | 0                                                           | 1        |
|                                                             |                                                             |                                                             |                                                             |                                                             |          |
| 6.                                                          | Olaszország (ITA)                                           | 0                                                           | 2                                                           | 2                                                           | 4        |
| 7.                                                          | Norvégia (NOR)                                              | 0                                                           | 1                                                           | 3                                                           | 4        |
| 8.                                                          | Egyesült Államok (USA)                                      | 0                                                           | 1                                                           | 0                                                           | 1        |
| 8.                                                          | Németország (GER)                                           | 0                                                           | 1                                                           | 0                                                           | 1        |
| 8.                                                          | Szlovénia (SLO)                                             | 0                                                           | 1                                                           | 0                                                           | 1        |
|                                                             |                                                             |                                                             |                                                             |                                                             |          |
| 11.                                                         | Kanada (CAN)                                                | 0                                                           | 0                                                           | 1                                                           | 1        |
|                                                             |                                                             |                                                             |                                                             |                                                             |          |
| Összesen                                                    | Összesen                                                    | 11                                                          | 11                                                          | 11                                                          | 33       |

## Érmesek

### Férfi
| A 2022. évi téli olimpiai játékok érmesei férfi alpesisíben |                                    |         |                                              |         |                                          |         |
| Versenyszám                                                 | Arany                              | Arany   | Ezüst                                        | Ezüst   | Bronz                                    | Bronz   |
| Alpesi összetett                                            | Johannes Strolz · Ausztria (AUT)   | 2:31,43 | Aleksander Aamodt Kilde · Norvégia (NOR)     | 2:32,02 | James Crawford · Kanada (CAN)            | 2:32,11 |
| Lesiklás                                                    | Beat Feuz · Svájc (SUI)            | 1:42,69 | Johan Clarey · Franciaország (FRA)           | 1:42,79 | Matthias Mayer · Ausztria (AUT)          | 1:42,85 |
| Műlesiklás                                                  | Clément Noël · Franciaország (FRA) | 1:44,09 | Johannes Strolz · Ausztria (AUT)             | 1:44,70 | Sebastian Foss-Solevåg · Norvégia (NOR)  | 1:44,79 |
| Óriás-műlesiklás                                            | Marco Odermatt · Svájc (SUI)       | 2:09,35 | Žan Kranjec · Szlovénia (SLO)                | 2:09,54 | Mathieu Faivre · Franciaország (FRA)     | 2:10,69 |
| Szuperóriás-műlesiklás                                      | Matthias Mayer · Ausztria (AUT)    | 1:19,94 | Ryan Cochran-Siegle · Egyesült Államok (USA) | 1:19,98 | Aleksander Aamodt Kilde · Norvégia (NOR) | 1:20,36 |

### Női
| A 2022. évi téli olimpiai játékok érmesei női alpesisíben |                                |         |                                        |         |                                       |         |
| Versenyszám                                               | Arany                          | Arany   | Ezüst                                  | Ezüst   | Bronz                                 | Bronz   |
| Alpesi összetett                                          | Michelle Gisin · Svájc (SUI)   | 2:25,67 | Wendy Holdener · Svájc (SUI)           | 2:26,72 | Federica Brignone · Olaszország (ITA) | 2:27,52 |
| Lesiklás                                                  | Corinne Suter · Svájc (SUI)    | 1:31,87 | Sofia Goggia · Olaszország (ITA)       | 1:32,03 | Nadia Delago · Olaszország (ITA)      | 1:32,44 |
| Műlesiklás                                                | Petra Vlhová · Szlovákia (SVK) | 1:44,98 | Katharina Liensberger · Ausztria (AUT) | 1:45,06 | Wendy Holdener · Svájc (SUI)          | 1:45,10 |
| Óriás-műlesiklás                                          | Sara Hector · Svédország (SWE) | 1:55,69 | Federica Brignone · Olaszország (ITA)  | 1:55,97 | Lara Gut-Behrami · Svájc (SUI)        | 1:56,41 |
| Szuperóriás-műlesiklás                                    | Lara Gut-Behrami · Svájc (SUI) | 1:13,51 | Mirjam Puchner · Ausztria (AUT)        | 1:13,73 | Michelle Gisin · Svájc (SUI)          | 1:13,81 |

### Vegyes
| A 2022. évi téli olimpiai játékok érmesei vegyes alpesisíben | |                                                                                                  | |
| Versenyszám                                                  | Arany | Ezüst                                                                                            | Bronz |
| Vegyes csapatverseny                                         | Ausztria (AUT) · Katharina Huber · Katharina Liensberger · Katharina Truppe · Stefan Brennsteiner · Michael Matt · Johannes Strolz | Németország (GER) · Emma Aicher · Lena Dürr · Julian Rauchfuß · Alexander Schmid · Linus Straßer | Norvégia (NOR) · Mina Fürst Holtmann · Thea Louise Stjernesund · Maria Therese Tviberg · Timon Haugan · Fabian Wilkens Solheim · Rasmus Windingstad |